# Joe Duplantier
Joe Duplantier (19 oktober 1976, Bayonne (Frankrijk)), is een Franse gitarist, zanger en basgitarist. Hij zingt en speelt gitaar in de band Gojira. Basgitaar speelde hij in de band Cavalera Conspiracy.

## Discografie

### Met Gojira
- Terra Incognita (2001)
- The Link (2003)
- From Mars to Sirius (2005)
- The Way of All Flesh (2008)
- L'Enfant Sauvage (2012)
- Magma (2016)
- Fortitude (2021)

### Met Cavalera Conspiracy
- Inflikted (2008)

- International Standard Name Identifier: 0000 0001 2981 2975
- Library of Congress Control Number: no2010201637
- MusicBrainz: fcd705d6-df6e-402f-bd70-7d0799137c9e
- Nationale Bibliotheek van Tsjechië: xx0106138
- Virtual International Authority File: 101016410